# إيفن كرنس
ولدت ايفن كرنس في عام1951 وهي قابلة أمريكية وناشطة سياسية.وقد خدمت كقابلة تقليدية في ولاية إلينوي وولاية ويسكونسن من عام 1991 إلى عام 2001.
وقد عملت لإستعادة حقوق الولادة للنساء وعائلاتهم في إلينوي فتحدثت وقدمت تعليم عام في هذا الموضوع وأدلت بشهادتها في جلسات اللجنة التشريعية.
وقدمت عدة شكاوي على السلطة التشريعية في إلينوي لعدة سنوات لكي تحصل القابلات على ترخيص.وقد ساعدت في أكثر من 300 حالة ولادة.ولدى كرنس سبعة أطفال وقد ولدت ستة منهم في المنزل.

## قسم  التنظيم المهني
في 7 أبريل 2000  أُوقفت كرنس عن ممارسة الطب والتمريض والقبالة من قبل قسم التنظيم المهني لأنها لم تسجل في مهنة التمريض في إلينوي على الرغم من ان لديها رخصه لذلك في ولاية ويسكونسن.بعد ذلك رفعت كرنس دعوة قضائية على قسم التنظيم المهني  «ادعاءً بأن قسم الإدارة ليس لديه صلاحية لتنظيم عملها.»
أصدر القاضي حكما بأن كرنس لم تنتهك قوانين الدولة وأبطل قرار القسم الإداري بخصوص التوقيف ولكن للأسف لم يكن إلا انتصارٌ مؤقت لأن هناك مستندات في القضية الجنائية منعتها من مزاولة القبالة.وفي 7مايو 2001 عكست المحكمة الجنائية حكم المحكمة «بسبب أن المحكمة أساءت التقدير في الحكم على طلب المدعي في الأمر القضائي الأولي دون رؤية مقطع الفيديو للولادة والذي كان من ضمن الأدلة».وخلال التحقيق قبلت المحكمة اقتراح كرنس وناشد القسم المحكمة العليا في إلينوي
وفي مايو من عام 2002 وافقت المحكمة العليا في إلينوي للسماع من قسم التنظيم المهني ومن ايفن كرنس لمعرفة ما إذا كان لدى قسم التنظيم المهني الحق في تنظيم المهن الغير مرخصة وقد سُمعت المرافعات الشفوية في 30 نوفمبر من عام 2002.
وفي يوليو عام2003أصدرت المحكمة العليا في إلينوي أن القبالة تندرج ضمن قانون ممارسة مهنة التمريض والذي يُعرّف التمريض على أنه يشمل «تقييم احتياجات الرعاية الصحية وتحسين الصحة وحفظها واستعادة الصحة وتقديم المشورة وتثقيف المرضى والتثقيف الصحي والدفاع عن صحة المرضى».أيضا أقرّت المحكمة أن كرنس كانت تزاول مهنة التمريض أو القبالة بدون رخصة استناداً على شهادة لويس فيرزي وهو والد الطفل وشريط الفيديو.وهذا ما جعل الأمر سابقة قانونية بحيث أن النساء اللاتي يحضرن الولادات داخل المنازل أصبحن معرضات إلى المحاكمة.فلايمكن للقابلة في إلينوي أن تمارس عملها بكل فعالية بدون الحصول على رخصة تمريض.وبعد صدور الحكم وافقت كرنس أن تتوقف عن مساعدة النساء في مرحلة الولادة.

## الولادة والموت في أغسطس 2000
في 19 أغسطس لعام 2000 ساعدت كرنس ولادة داخل منزل في راند ليك بيتش (إلينوي) عندما وُلد طفل عن طريق المؤخرة وقد حاولت كرنس أن تقوم بعمل انعاش قلبي رئوي قبل الاتصال على 911.

## المحاكمة
اتهمت كرنس بالقتل العمد للطفل المولود والطفل الغير مولود.وكان الإثبات الرئيسي في المحاكمة هو مقطع فيديو للولادة حيث يُظهر هذا الفيديو 46 دقيقة منذ لحظة ظهور أرجل الطفل إلى أن تمت الولادة.ادّعت النيابة العامة أن كرنس كانت متهورة وساهمت بوفاة الطفل لأنها لم تتصل على الطوارئ عاجلاً فقد حاولت لمدة 12 دقيقة إنقاذ الطفل قبل أن تطلب من والد الطفل أن يتصل على 911 لأنها لا تريد أن تُخبر السلطات أنها انتهكت أمر الإيقاف.وقالت كرنس لفيرزي«لا أريدك أن تخبر طاقم الطوارئ أنني كنت هنا» وأضافت «أعمل لي معروفا، أخرج أمتعتي من هنا»
ووُجهت إليها تهمة الإستهتار بعدم اتخاذ وسائل السلامة للطفل الذي يعد أول طفل يلد من أرجله بالنسبة لوالدته مشكلاً ولادة خطيرة فالكثير من الدكاترة والعديد من القابلات يفوضون هذا الأمر إلى مستشفى الولادة أو يقومون بإجراء عملية قيصرية.وقد بررت كرنس أن تصرفاتها كانت تماشي ممارسات القابلات المقبولة وأن وفاة الطفل كان أمراً خارج عن سيطرتها.
خلال المحاكمة دعم آباء الطفل (لويس وهيذر فيرزي) كرنس.وإعترفا بأنهم خاطروا بأن جعلوا ولادة الطفل من الأرجل في المنزل.وّوقع الوالدان على تحمل المسؤولية.

## لا ذنب في الطفل الذي لم يولد
وفي يونيو من عام 2001 وجدت هيئة المحلفين أنها غير مذنبة في الطفل الذي لم يولد وكان أمراً خارج السيطرة (10-2 لصالح الإدانة) في تهمة الطفل المولود.حاولت محامية كرنس وهي اندريا ليون أن تجادل في المحاكمة الثانية قاضتها على نفس الجرم مرتين.رُفض اقتراحها في نوفمبر 2001ولذلك احتكمت ليون إلى محكمة الإستئناف في إلينوي.
وفي سبتمبر وافقت كرنس على تفاوض لشطب دعوى التهمة المتهورة والسجن لمدة 18 شهراً تحت المراقبة.

## المصاريف القانونية
حكم القاضي أيضا أن جزءاً من مال سند الكفالة سيُدفع لعمل نسخة من الأصل.عارضت ليون بأن كرنس فقيرة من الناحية القانونية وأن الكفالة دُفعت من قبل الأصدقاء وأعضاء الكنيسة.
قُدّمت شهادة للحصول على نسخة مجانية من الشهادة في محاكمتها السابقة التي تُظهر أن كرنس تملك تقريبا 255.000$ من المصاريف القانونية لدفاعها عن التهم الجنائية وعراكها مع المحكمة المدنية ضد قسم التنظيم المهني في إلينوي.